# Dryocosmus kuriphilus
Il cinipide del castagno o cinipide galligeno del castagno o vespa del castagno (Dryocosmus kuriphilus Yasumatsu, 1951) è un insetto fitofago dell'ordine degli imenotteri detto galligeno perché induce la comparsa di ingrossamenti tondeggianti detti galle su germogli e foglie delle piante colpite nei quali la sua larva compie il ciclo vitale. Particolarmente dannoso per il castagno e specie affini per cui ne viene considerato l'insetto più nocivo a livello mondiale a causa del veloce deperimento delle piante che attacca. Il cinipide attacca i germogli delle piante ospiti causando la formazione di galle, arrestandone la crescita vegetativa e provocando una riduzione della fruttificazione. Infestazioni gravi possono portare al deperimento della pianta.

## Distribuzione
Esso è originario della Cina, introdotto in Giappone e in Corea, solo in seguito negli USA. La sua diffusione è stata molto rapida anche grazie all'assenza di limitatori naturali in grado di contenerne la diffusione.
Ha fatto la sua comparsa in Europa nel 2002 con i primi avvistamenti in Italia nella provincia di Cuneo. Negli ultimi anni si è diffuso ulteriormente, interessando 15 delle 20 regioni italiane. Nel 2009 infatti Dryocosmus kuriphilus risulta assente solamente in Valle d'Aosta, Basilicata, Molise, Sicilia, Puglia e Calabria. Nel 2011 ha pesantemente infestato anche la Liguria. Nel 2016 ha colpito nuovamente la Campania, dopo un'annata in cui ne era stata limitata la diffusione.
Inoltre è presente in Francia, Slovenia e Svizzera.

## Inquadramento sistematico e morfologia della specie[5]

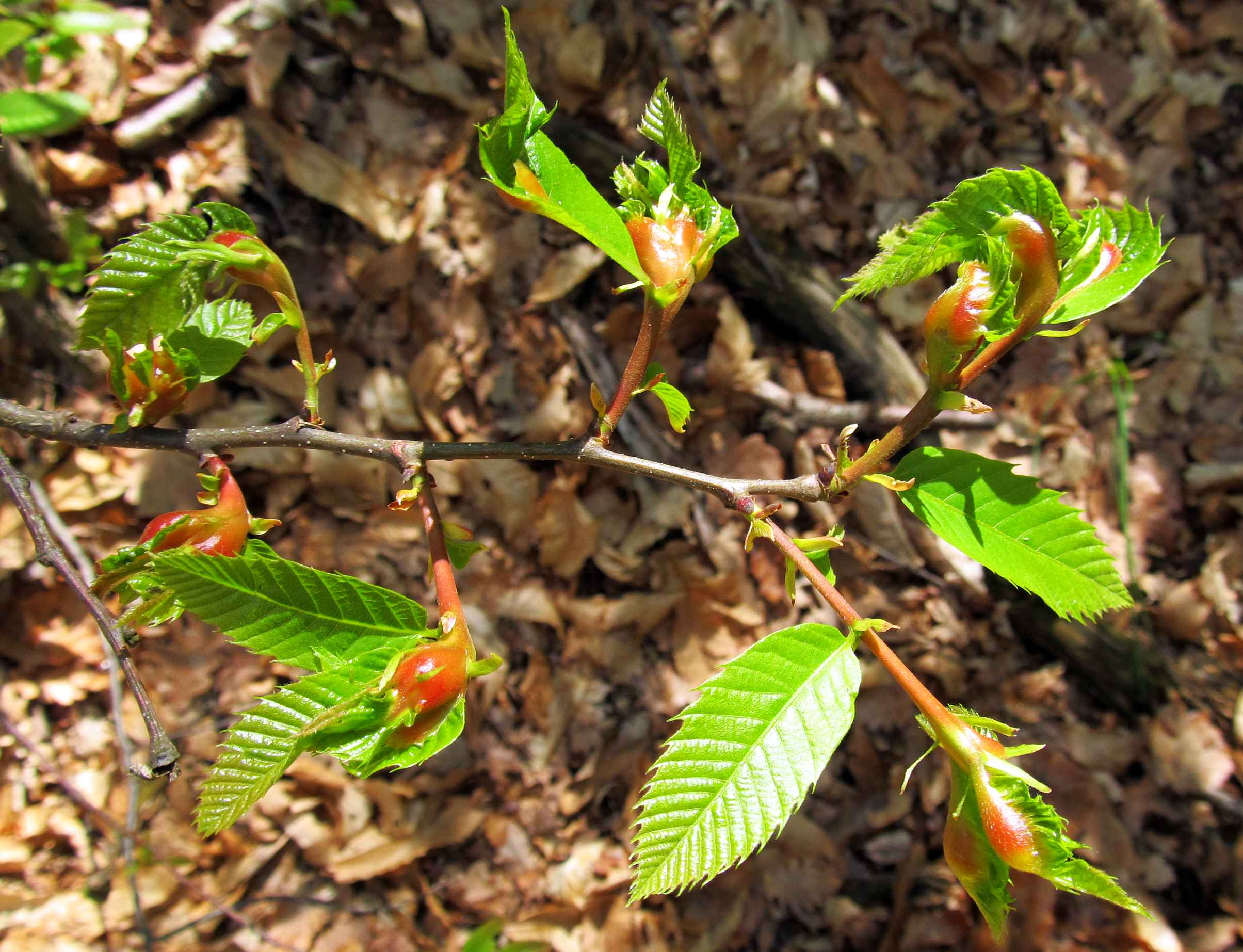
Galle di cinipide nei boschi di Borgo d'Ale (VC) - aprile 2013

La vespa galligena è un Imenottero facente parte del sottordine Apocrita della superfamiglia Cynipoidea e famiglia Cynipidae. Il fitofago compie una sola generazione all’anno (Moriya et al., 2003) e, durante il suo ciclo di sviluppo, attraversa quattro distinti stadi: uovo, larva, pupa, adulto.
Uovo
Piriformi e biancastre, le uova di D. kuriphilus, risultano provviste di un lungo peduncolo; le femmine le dispongono in gruppo all’interno delle gemme in prossimità dell’apice vegetativo. Accurate osservazioni non sono sufficienti ad accertarne la presenza in quanto i segni relativi ai fori di ovideposizione scompaiono nel corso della stagione estiva. Il passaggio allo stadio larvale, giunge al termine del completamento dello sviluppo embrionale, che normalmente ha durata di 30-40 giorni circa (EPPO, 2005).
Larva
Caratterizzate da uno sviluppo molto lento, le larve, apode e anoftalme, a maturità presentano colorazione biancastra e dimensioni di 2,5 mm di lunghezza. La stagione invernale viene superata all’interno delle gemme senza che queste manifestino alterazioni evidenti (EPPO, 2005).
Pupa
Le pupe, inizialmente di colore bianco, imbruniscono nel corso dello sviluppo fino a diventare nere a maturità. La lunghezza media, come nelle larve, si aggira intorno a 2,5 mm (EPPO, 2005).
Adulto
Gli esemplari adulti di cinipide, sono lunghi circa 2,5- 3 mm; l’esoscheletro presenta una colorazione nerastra ad eccezione delle zampe che si presentano color ocra (EPPO, 2005). Le antenne delle femmine sono genicolate e composte di 14 antennomeri; la struttura di scapo e pedicello è caratterizzata da una ridotta lunghezza e un maggiore sviluppo in diametro, mentre gli antennomeri che costituiscono il flagello si presentano isodiametrici e conferiscono all’antenna un aspetto filiforme. Complessivamente l’antenna ha lunghezza di circa 1,5 mm (Romani et al., 2010). Le ali anteriori presentano nervature poco evidenti.
L’addome, molto grande e tondeggiante, termina con un ovopositore altamente specializzato per deporre uova all’interno di substrati vegetali (nello specifico gemme); l’ovopositore risulta costituito, analogamente ad altri Imenotteri terebranti, da tre valve, due pari e una impari (Romani et al., 2010). In fase di riposo la terebra è scarsamente visibile in quanto retratta all'interno dell'addome.

## Biologia[5]
D. kuriphilus presenta una sola generazione all’anno ed è caratterizzata dalla presenza di sole femmine che si riproducono per partenogenesi telitoca (Moriya et al., 2003). I maschi, quindi, risultano assenti e dalle uova emergono solo femmine. Nel periodo tra giugno e luglio, abbandonate le galle, le femmine adulte sfarfallano e si dirigono verso le gemme dove iniziano la fase di ovideposizione. Ogni femmina è in grado di produrre dalle 100 alle 150 uova; tali valori associano alla specie un potenziale riproduttivo molto elevato. A fine estate (agosto-settembre) si ha la schiusura delle uova e l’inizio dello stadio larvale che si conclude nel periodo estivo. Le larve trascorrono il periodo autunno–invernale all’interno delle gemme senza che esternamente vi siano sintomi evidenti. La formazione della galla avviene nel periodo primaverile parallelamente alla ripresa vegetativa della pianta; inizialmente di colore verde e successivamente rossastre, le galle presentano un diametro variabile da 0,5 a 2-3 cm. Tuttavia, le dimensioni variano in relazione alla specie di castagno (Breisch e Streito, 2004; Ôtake, 1980, 1989) e possono coinvolgere i germogli inglobando una parte delle giovani foglie e delle infiorescenze determinando l’arresto dello sviluppo vegetativo dei getti colpiti e la riduzione della fruttificazione (Ôtake, 1980). Forti infestazioni riducono la vigoria delle piante che si presentano con la chioma molto diradata (Kato e Hijii, 1997). Nel corso dell’estate e dell’autunno le galle formatesi sui germogli disseccano progressivamente e possono persistere sugli alberi anche negli anni successivi. Il decorso del ciclo biologico è influenzato da fattori climatici, legati ad esempio all’altitudine ed all’esposizione degli impianti, nonché alla diversa precocità vegetativa delle varietà coltivate.  L’entità del danno è legata al numero di galle per pianta che, con ogni probabilità, dipende, oltre che da una differente sensibilità delle cultivar, spiccata in quelle euro-giapponesi, anche dall’epoca di insediamento più o meno recente del parassita nel territorio. 

## Lotta biologica
Negli anni 70 viene scoperto in Cina l'imenottero parassitoide Torymus sinensis Kamijo interessante per la sua specifica capacità limitatrice. Le prime introduzioni del parassita furono effettuate in Giappone a partire dal 1982 dove si è insediato abbattendo la popolazione del cinipide in un arco di tempo di circa dieci anni. 
Tale esperienza è stata la premessa per ottenere un finanziamento per un progetto della Regione Piemonte finalizzato all'introduzione del parassitoide nel territorio della regione. Dal 2003 si è iniziato dapprima uno studio in laboratorio degli esemplari adulti ottenuti da galle raccolte in Giappone, e poi negli anni successivi l'introduzione in pieno campo con effetti di un'impennata della parassitizzazione nel 2009. Analoghe iniziative sono state intraprese dalle altre regioni investite del problema.
Il Ministero delle Politiche Agricole e Forestali ha registrato, solo nel corso del 2014, diversi lanci di Torymus sinensis nelle regioni più colpite d'Italia:
- 12 lanci in Val d'Aosta
- 60 lanci in Piemonte
- 60 lanci in Lombardia
- 18 lanci in Trentino Alto Adige
- 24 lanci in Veneto
- 56 lanci in Emilia Romagna
- 56 lanci in Liguria
- 118 lanci in Toscana
- 40 lanci nelle Marche
- 30 lanci in Umbria
- 116 lanci nel Lazio
- 46 lanci in Abruzzo
- 184 lanci in Campania
- 40 lanci in Basilicata
- 116 lanci in Calabria
- 20 lanci in Sicilia

A questi lanci bisogna sommare le iniziative curate dalle Associazioni castanicole che hanno monitorato 500 lanci nel 2013 e 1000 lanci nel 2014.